# Analisi diretta in tempo reale
In spettrometria di massa l'analisi diretta in tempo reale è una tecnica di ionizzazione diretta. Questa tecnica produce poca frammentazione, è una tecnica di ionizzazione soft. Comunemente si indica con DART, dalla lingua inglese Direct analysis in real time.

## Meccanismo
Un gas, come elio o azoto viene ionizzato e inviato sul campione ionizzandolo.